# ムアンプラーチーンブリー郡
座標: 北緯14度3分2秒 東経101度22分0秒 / 北緯14.05056度 東経101.36667度
ムアンプラーチーンブリー郡（ムアンプラーチーンブリーぐん）はタイ中部・プラーチーンブリー県の郡（アムプー）である。同県の県庁所在地（ムアン）でもある。

## 名称
プラーチーンブリーとは「東の街」という意味である。

## 歴史
プラーチーンブリー起源はよくわかっていないが、アユタヤとカンボジアを結ぶ交易路に位置し発展してきた。トライローカナート王時代に編纂された『三印法典』では畿内の第四級国（ムアンチャッタワー）に指定されており、オークプラ・ウタイターニーと呼ばれる官吏が置かれた。その後、ナレースワン王の時代カンボジアと戦争が行われたりした。

## 地理
バーンパコン川（プラーチーンブリー川）の形成した平地にあり、郡内の主な水源も同河川である。郡北部はやや山がちになっている。
国道33号線が東西に通っており、東にサケーオ方面、西にナコーンナーヨック方面と通じる。国道319号線が南に延びておりパノムサーラカーム方面と、国道3124号線が西に延びておりバーンサーン方面と、国道3452号線が東に延びておりプラチャンタカーム方面と、国道3069号線が南東に延びておりシーマハーポー方面と通じる。また国道3077号線が北に延びており、国道2090号線とつながりパークチョン方面と通じる。

## 経済
郡内の主要な産業は農業と工業である。農業はコメ、果物などの生産のほか、装飾用の花の生産が盛んである。

## 行政区分
郡は13のタムボンに分かれ、さらにその下位に144の村（ムーバーン）がある。自治体（テーサバーン）があり以下のようになっている。
- テーサバーンムアン・プラーチーンブリー・・・タムボン・ナームアン全体
- テーサバーンタムボン・バーンナープルー・・・タムボン・ヌーンホームの一部
- テーサバーンタムボン・コークマコーク・・・タムボン・ノーンホームの一部

また、郡内には12のタムボン行政体（オンカーンボーリハーンスワンタムボン）がある。
- タムボン・ナームアン・・・ตำบลหน้าเมือง
- タムボン・ロープムアン・・・ตำบลรอบเมือง
- タムボン・ワットボート・・・ตำบลวัดโบสถ์
- タムボン・バーンデーチャ・・・ตำบลบางเดชะ
- タムボン・ターガーム・・・ตำบลท่างาม
- タムボン・バーンボーリブーン・・・ตำบลบางบริบูรณ์
- タムボン・ドンプララーム・・・ตำบลดงพระราม
- タムボン・バーンプラ・・・ตำบลบ้านพระ
- タムボン・コークマイラーイ・・・ตำบลโคกไม้ลาย
- タムボン・マイケット・・・ตำบลไม้เค็ด
- タムボン・ドンキーレック・・・ตำบลดงขี้เหล็ก
- タムボン・ヌーンホーム・・・ตำบลเนินหอม
- タムボン・ノーンホーム・・・ตำบลโนนห้อม